# Claire Rankin
Pour les articles homonymes, voir Rankin.
Claire Rankin est une actrice canadienne née le 23 janvier 1971 au Canada.

## Filmographie
- 1989 : Les Contes d'Avonlea ("Road to Avonlea") (série TV) : Beth (1992)
- 1994 : Death Wish V: The Face of Death : Maxine
- 1994 : Picture Windows (feuilleton TV) : Marie
- 1994 : Janek: The Silent Betrayal (TV) : Beth
- 1996 : Dinner Along the Amazon (TV) : Audrey
- 1996 : L'Affaire Ramzay (Escape Clause) (TV) : Janet
- 1996 : Waiting for Michelangelo : Beth
- 1996 : Pour l'amour de l'art (Two If by Sea) : Reporter
- 1996 : A Brother's Promise: The Dan Jansen Story (TV) : Robin Jansen
- 1996 : Ed McBain's 87th Precinct: Ice (TV) : Rita Gillette
- 1996 : Abus d'influence (Undue Influence) (TV) : Cindy
- 1998 : Silence dans la nuit (In Quiet Night) : Joey Amos
- 1998 : Émilie de la nouvelle lune ("Emily of New Moon") (série TV) : Juliet Starr
- 1998 : Au-delà du réel : l'aventure continue (The Outer Limits) (série TV) : Arial (Épisode 4.17 : Lithia).
- 1999 : Les yeux de la vengeance (A Face to Kill for) (TV) : Julia
- 1999 : Star Trek: Voyager (Saison 6 épisode 5, "Alice")(TV) : Alice
- 2000 : Beach Boys: La famille (The Beach Boys: An American Family) (TV) : Diane Rovell
- 2002 : John Q : Public Defender
- 2005 : The Aviary : Kate Sawyer
- 2006 :  Stargate Atlantis  : Dr. Kate Heightmeyer
- 2008 : Vipers (TV) : Ellie Martin
- 2009 :  Monk  (Saison 8, épisode 7) : Angeline
- 2011 :  Dr House  (Saison 7, épisode 12) : Elena
- 2016 : Le Swap : on a échangé nos corps ! (The Swap) : Summer O'Brien
- 2017 : Le Grand jeu (Molly's Game) d'Aaron Sorkin